# Parawol
Parawol est une localité de Guinée, en Afrique de l'ouest.
Elle est située dans le massif du Fouta-Djalon. Cette région, aussi appelée Moyenne-Guinée, est principalement habitée par les Peuls.

## Description
Sur le plan administratif, c'est une commune rurale de la préfecture de Lélouma dans la région de Labé.

## Actions de développement
En 2017,  l'Association Jeunesse et Développement Durable “JEDD” met en œuvre, dans le cadre de l'initiative Objectif 2030, le projet "Mobilisation des cueilleurs de miel de Parawol pour la protection de l'environnement (Guinée)".